# Olavi Uusivirta
Olavi Uusivirta (Helsinki, 28 luglio 1983) è un cantautore e attore finlandese.
Dal quarto album raggiunge stabilmente le posizioni più alte delle classifiche di vendite in patria

## Biografia
Olavi Uusivirta ha iniziato la sua carriera musicale nel 2003 con il suo album di debutto, Nuoruustango, pubblicato quando aveva appena 20 anni. Il suo secondo album, Me ei kuolla koskaan (2005), ha ottenuto un grande successo in Finlandia, raggiungendo il disco d'oro e includendo il singolo On niin helppoo olla onnellinen. Ha continuato a pubblicare numerosi album, tra cui Minä olen hullu (2008), Preeria (2010), Elvis istuu oikealla (2012), Ikuiset lapset (2014), Skorpioni (2019) e Pieni kuolema (2022). Oltre ai suoi successi da solista, Uusivirta è anche noto per il suo stile musicale che spazia tra pop, rock e indie, con testi che spesso esplorano temi di vita e introspezione.
Oltre alla musica, Uusivirta ha recitato in diversi film finlandesi. È noto per i suoi ruoli in pellicole come Ganes (2007), The Violin Player (2018), Pahat pojat (2003) e Forbidden Fruit (2009). Il suo talento come attore lo ha portato anche a recitare in film storici come Härmä (2012), dove ha interpretato personaggi complessi che hanno messo in evidenza le sue capacità interpretative.
Durante la sua infanzia, la famiglia di Uusivirta si trasferì a Kotka e successivamente a Karkkila. Da giovane, Uusivirta sviluppò un interesse per la musica, iniziando a suonare la chitarra e il pianoforte. Ha frequentato la Kallio Upper Secondary School of the Performing Arts e si è diplomato nel 2002. Successivamente, ha studiato recitazione presso l'Accademia di Teatro di Helsinki, dove si è laureato nel 2012.
Uusivirta è stato sposato con l'attrice Saara Kotkaniemi dal 2015 al 2021; la coppia ha una figlia nata nel 2014.

## Discografia
- 2003: Nuoruustango
- 2005: Me ei kuolla koskaan
- 2008: Minä olen hullu
- 2010: Preeria
- 2012: Elvis istuu oikealla
- 2013: 27 suosikkia (raccolta)
- 2014: Ikuiset lapset